# Stadion Yuexiushan
Stadion Yuexiushan (chiń. 越秀山体育场; pinyin Yuèxiùshān Tǐyùchǎng) – wielofunkcyjny stadion położony w Kantonie, w Chińskiej Republice Ludowej. Jest aktualnie używany głównie w meczach piłki nożnej i wydarzeń lekkoatletycznych. Służy jako stadion domowy Guangzhou R&F FC. Stadion może pomieścić 35 000 osób.